# Kokowääh
Kokowääh, Pare per força, és una pel·lícula alemanya de 2011 dirigida, escrita, produïda i protagonitzada per Til Schweiger. 
La pel·lícula va ser estrenada a Alemanya, Àustria i Suïssa el 3 de febrer de 2011. És protagonitzada per Til Schweiger, la seva filla biològica Emma Tiger Schewiger, Jasmin Gerat i Samuel Finzi. També apareix Lluna Schweiger, una altra filla de Til, en un petit paper.

## Argument
Henry (Til Schweiger) intenta guanyar-se la vida com a escriptor, encara que ho aconsegueix amb prou feines. Henry no para de fracassar en l'amor, la qual cosa fa que estigui frustrat. A més, una exnovia li ha robat una idea sobre una pel·lícula i com no té diners ha d'acceptar el seu encàrrec, que consisteix a escriure el guió de la pel·lícula que ell mateix va idear, però de la qual no va a veure ni un euro. Un dia apareix Magdalena, una nena de vuit anys que resulta ser filla seva, fruit d'una relació a Estocolm. Durant la pel·lícula, Henry i Magdalena construeixen una relació propera, el qual finalment descriu en el seu guió com "Kokowääh", referint-se al menjar francès "Coq au vin".

## Repartiment
- Til Schweiger és Henry
- Emma Tigre Schweiger és Magdalena
- Jasmin Gerat és Katharina
- Samuel Finzi és Tristan
- Numan Acar és el treballador
- Meret Becker és Charlotte
- Anne-Sophie Briest és la mare en el supermercat
- Anna Julia Kapfelsperger és Bine
- Friederike Kempter és l'agent
- Torsten Künstler és el courier
- Miranda Leonhardt és Maria
- Misel Maticevic és Atraca Kaufmann
- Genoveva Mayer és la dona en la barra
- Sönke Möhring és el policia
- Jessica Richter és Esther
- Lluna Schweiger és la filla en el supermercat
- Katharina Thalbach és el pacient
- Sanny Van Heteren és Christiane
- Johann von Bülow és el bomber
- Richard von Groeling és Rashid
- Jahmar Walker és el "Chap"
- Ulrich Wickert és el newscaster
- Birthe Wolter és el recepcionista
- Fahri Ogün Patiım és el tipus de pizza